# Johann Strauss (zeneszerző, 1866–1939)
Legifjabb Johann Strauss, teljes nevén Johann Eduard Maria Strauss (Bécs, 1866. február 16. – Berlin, 1939. január 9.) osztrák zeneszerző, karmester, hegedűművész. Eduard Strauss fia, ifjabb Johann Strauss és Josef Strauss unokaöccse és idősebb Johann Strauss unokája.

## Élete
A zeneelméletből alapdolgokat tanult meg, majd jogot tanult. 1894. április 17-én feleségül vette Maria Emilie Karoline Hofert (1867–1939), ebből a házasságból négy gyermeke született. 1898. december 23-án volt egyetlen (háromfelvonásos) operettjének, a Macska és az egérnek a bemutatója a Theater an der Wienban. Legifjabb Johann Strauss nem tudta elérni azokat a sikereket, amelyeket az ősei. 1901-ben átvette apja zenekarának az irányítását, majd Berlinbe ment karmesternek. Európa-szerte turnézott, és előadta a Strauss család zenéit mint hegedűművész-karmester. 1934-ben és 1937-ben az USA-ban turnézott. 

## Művei
- 1898 Macska és az egér (Operett)
- 1898 Sylvianen (Walzer) Op.1
- 1898 Leonie (Walzer) Op.2
- 1898 Comme it faut (Polka française) Op.3
- 1898 Rococo (Gavotte) Op.4
- 1898 Empire (Polka Mazur) Op.5
- 1898 Schlau-Schlau (Polka schnell) Op.6
- 1898 Dragoner (induló) Op.7
- 1898 Katze und Maus (Quadrille) Op.8
- 1898 Musette Op.9

Op.10 – Op. 23 nem ismerős
- 1900 Gruß aus Wien, (Walzer) Op.24
- 1900 Dem Mutigen gehört die Welt (Walzer) Op.25
- 1900 Budapester-Polka Op.26
- 1906 Frisch durch's Leben (Galopp) Op.27
- 1900 Rosige Laune (Mazurka) Op.28
- 1900 Mit vereinten Kräften (Marsch) Op.29
- 1900 Unter den Linden (Walzer) Op.30
- 1900 La Patineuse - Die Schlittschuhläuferin (Walzer) Op.31
- 1901 Wiener Weisen (Walzer) Op.32
- 1901 Mariana Valse (Walzer) Op.33
- 1902 Im Galopp Op.34
- 1902 Ludmilla (Mazurka) Op.35
- 1902 In der Blütezeit (Walzer) Op.36
- 1902 Mit freudigem Herzen (Polka) Op.37
- 1903 Dichterliebe (Walzer) Op.38
- 1901 Wilhelminen-Walzer Op.39
- 1902 Krönungs-Walzer Op.40 (VII. Eduárd brit király koronázásának)
- 1936 Lob der Heimat (Walzer)  Op-szám nekül